# 1179
| [ Edytuj tabelę ]                |                                                                 |
| Książę Małopolski                | - 1177 Kazimierz II Sprawiedliwy 1194                           |
| Książę Wielkopolski              | - 1177 Odon Mieszkowic 1194                                     |
| Król Angkoru                     | - 1177 bezkrólewie, okupacja Czampy 1181                        |
| Król Anglii                      | - 1154 Henryk II 1189                                           |
| Król Aragonii i hrabia Barcelony | - 1164 Alfons II Aragoński 1196                                 |
| Książę Bawarii                   | - 1156 Henryk XII Lew 1180                                      |
| Margrabia Brandenburgii          | - 1170 Otto I 1184                                              |
| Książę Burgundii                 | - 1162 Hugo III 1192                                            |
| Cesarz Bizancjum                 | - 1143 Manuel I Komnen 1180                                     |
| Cesarz Chin                      | - 1162 Song Xiaozong 1189                                       |
| Książę Czech                     | - 1178 Fryderyk 1189                                            |
| Król Danii                       | - 1157 Waldemar I Wielki 1182                                   |
| Władca Egiptu                    | - 1171 Saladyn 1193                                             |
| Król Francji                     | - 1137 Ludwik VII Młody 1180                                    |
| Król Gruzji                      | - 1156 Jerzy III 1184                                           |
| Hrabia Holandii                  | - 1157 Floris III 1190                                          |
| Cesarz Japonii                   | - 1168 Takakura 1180                                            |
| Kalif                            | - 1170 Al-Mustadhi 1180                                         |
| Król Kastylii                    | - 1158 Alfons VIII Szlachetny 1214                              |
| Patriarcha Konstantynopola       | - 1179 Teodozjusz I Boradiota 1183                              |
| Władca Korei                     | - 1170 Myŏngjong 1197                                           |
| Król Leónu                       | - 1157 Ferdynand II 1188                                        |
| Kalif Maroka                     | - 1163 Abu Jusuf I 1184                                         |
| Król Nawarry                     | - 1150 Sancho VI 1194                                           |
| Król Norwegii                    | - 1161 Magnus V 1184 - 1177 Sverre Sigurdsson 1202              |
| Hrabia Palatynatu                | - 1155 Konrad Hohenstauf 1195                                   |
| Papież                           | - 1159 Aleksander III 1181 - 1179 antypapież Innocenty III 1180 |
| Król Portugalii                  | - 1139 Alfons I 1185                                            |
| Sułtan Rumu                      | - 1156 Kilidż Arslan II 1192                                    |
| Książę Rusi halickiej            | - 1153 Jarosław Ośmiomysł 1187                                  |
| Cesarz Rzymski (niemiecki)       | - 1155 Fryderyk I Barbarossa 1190                               |
| Książę Saksonii                  | - 1142 Henryk Lew 1180                                          |
| Król Szkocji                     | - 1165 Wilhelm I 1214                                           |
| Król Szwecji                     | - 1173 Knut Eriksson 1196                                       |
| Doża Wenecji                     | - 1178 Orio Mastropiero 1192                                    |
| Król Węgier                      | - 1172 Bela III 1196                                            |

Rok 1179 / MCLXXIX
stulecia: XI wiek ~
XII wiek ~
XIII wiek

lata: 1169 «
1174 «
1175 «
1176 «
1177 «
1178 «
1179
» 1180
» 1181
» 1182
» 1183
» 1184
» 1189

## Wydarzenia w Polsce
- W 1177 lub 1179 Władysław III Laskonogi razem z ojcem i starszym rodzeństwem został zmuszony na skutek buntu Kazimierza Sprawiedliwego i Odona do wyjazdu z kraju.
- 1178/1179 – Mieszko I Plątonogi otrzymał dla swego syna, Kazimierza I, kasztelanię bytomską i oświęcimską.
- Około roku 1180 Kazimierz wspomagał księcia drohiczyńskiego Wasylka Jaropełkowicza w jego walkach o Brześć. Pomimo przejściowego zajęcia Brześcia, Wasylko w nim się nie utrzymał i tylko dzięki polskiej pomocy rządził na Podlasiu drohiczyńskim, które miał przekazać po śmierci swemu szwagrowi Leszkowi Bolesławicowi.

## Wydarzenia na świecie
- Marzec – odbył się III sobór laterański; zajmował się problemami moralnymi, potępił albigensów i waldensów.
- Marzec – Kościół rzymskokatolicki na trzecim soborze laterańskim utrzymał w mocy karę śmierci oraz ekskomunikę dla laikatu za homoseksualizm. Księża utrzymujący kontakty homoseksualne zostali wydaleni ze stanu duchownego oraz nakazano im odbywać pokutę.
- 19 czerwca – wojska króla Norwegii Magnusa V zostały pokonane w bitwie pod Kalvskinnet przez uzurpatora Sverre Sigurdssona.
- 29 września – rozpoczął pontyfikat Innocenty III.
- 1 listopada – Filip II August został koronowany w Reims na króla Francji.
- Rozpoczął urzędowanie Teodozjusz I Borradiotes, patriarcha Konstantynopola.
- Zmienił się wielki mistrz zakonu templariuszy: Eudesa (Odona) de Saint-Amand zastąpił Arnaud de Toroge.

## Urodzili się
- w 1178 lub 1179 roku Kazimierz I opolski, książę opolsko-raciborski w latach 1211–1230 (zm. 1230)
- Hermann von Salza, wielki mistrz zakonu krzyżackiego w latach 1209–1239, faktyczny twórca potęgi zakonu (zm. 1239)
- Serapion, mercedariusz, męczennik, święty katolicki (zm. 1240)
- Snorri Sturluson, islandzki poeta, historyk, polityk i przywódca (zm. 1241)
- Jan z Ibelinu, konstabl Jerozolimy, władca Bejrutu i regent Królestwa Jerozolimskiego w latach 1205–1210 (zm. 1236)

## Zmarli
- 17 września – bł. Hildegarda z Bingen, wizjonerka, mistyczka, kompozytorka i uzdrowicielka; reformatorka Kościoła katolickiego (ur. 1098)
- data dzienna nieznana:
  - ok. 1179 – Sobiesław I gdański, namiestnik Pomorza Gdańskiego, pierwszy historyczny przedstawiciel dynastii Sobiesławiców (ur. ok. 1130)